# Falling Down (singel Lil Peepa i XXXTentaciona)
Falling Down – singel amerykańskich raperów Lil Peepa i XXXTentaciona. Singiel pochodzi z albumu „Come Over When You’re Sober”, Pt. 2. Singiel został upublikowany 19 września 2018 roku na kanale Lil Peepa.
Po śmierci Lil Peepa w dniu 15 listopada 2017 r. w wyniku przedawkowania fentanylu i Xanaxu, XXXTentacion natknął się na fragment utworu na YouTube i skontaktował się z iLoveMakonnen, aby nagrać do niego wers. Ta nowa wersja znalazła się na trzynastym miejscu na liście US Billboard Hot 100, stając się najwyżej notowanym singlem Lil Peepa w Stanach Zjednoczonych. Od tego czasu singiel otrzymał status platyny od Recording Industry Association of America (RIAA). W Polsce nagranie uzyskało status platynowej płyty.

## Historia
„Falling Down” został pierwotnie nagrany jako „Sunlight on Your Skin” podczas sesji studyjnej w Londynie pomiędzy iLoveMakonnen i Lil Peepem w ramach wspólnego projektu. W listopadzie 2017 roku Lil Peep zmarł w wyniku przypadkowego przedawkowania Fentanylu-Xanaxu, pozostawiając projekt niedokończonym. Piosenka była odtwarzana na żywo przez iLoveMakonnen po jego śmierci, a następnie została przesłana na YouTube jako fragment, gdzie XXXTentacion ją usłyszał.
XXXTentacion nie spotkał się z iLoveMakonnenem, ale uprzednio rozmawiał z nim przez telefon pod koniec 2016 roku. XXXTentacion skontaktował się z iLoveMakonnen i nagrał zwrotkę do utworu w hołdzie Lil Peepowi. XXXTentacion zginął 18 czerwca 2018 roku.

## Nagrywanie
Utwór został wyprodukowany przez The Invisible Men, John Cunningham i Mike Will Made It.

## Wydanie i promocja
Piosenka została wydana 19 września 2018 roku, po dużym opóźnieniu, zapowiedziana przez matki Lil Peepa i XXXTentacion. Matka XXXTentacion, Cleopatra Bernard, przesłała podgląd na Instagram, opatrując go napisem „Od mamy i ja Peep’a”, a Makonnen twierdził, że to życzenie matki.

### Kontrowersje
Chociaż singiel odniósł komercyjny sukces, jego pierwsze ogłoszenie spotkało się z kontrowersją wśród niektórych przyjaciół i fanów Lil Peepa, z których wielu było zdenerwowanych udziałem XXXTentacion. XXXTentacion miał rzekomo historię przemocowych zachowań. Co więcej, w czasie pośmiertnej współpracy XXXTentacion został oskarżony o przemoc domową. To wskazywało niektórym, że pomimo podobnych muzycznych upodobań, jego wartości były sprzeczne z wartościami wyznawanymi przez Lil Peepa, chociaż przyjaciele Lil Peepa powiedzieli, że ten lubił muzykę XXXTentacion.
Postawy Lil Peepa i XXXTentacion wobec siebie, gdy Lil Peep żył, zostały opisane jako „mroczne”. Fish Narc, członek GothBoiClique z Lil Peepem, sprzeciwił się włączeniu XXXTentaciona do piosenki. W sierpniu 2018 Fish Narc opublikował na Instagramie artykuł, w którym wypierał się współpracy. Stwierdził: „Lil Peep wyraźnie odrzucił Triple Xa za znęcanie się nad kobietami, poświęcił czas i pieniądze na usunięcie piosenek Triple X z jego list odtwarzania na Spotify i nie podpisałby tego utworu. Nie słuchajcie tego.” Twierdzenia Fish Narca, że Lil Peep odrzuca skojarzenia z XXXTentacion, nie zostały poparte dowodami. Podobnie jeden z najbliższych współpracowników Lil Peep, Lil Tracy, powiedział, że ci dwaj artyści „nigdy nawet nie byli przyjaciółmi i nawet się nie lubili… RIP dla nich obu”. Z kolei raper Fat Nick, wspólny przyjaciel Lil Peepa i XXXTentacion, twierdził na Twitterze, że tuż przed śmiercią Lil Peepa, on i Lil Peep rozmawiali o XXXTentacion i planowali się z nim spotkać, i że XXXTentacion był „super szczęśliwy z tego powodu”. Fat Nick również mówił o tej sprawie na żywo na Instagramie, w którym odrzucił twierdzenia Fish Narca i innych o napięciach między dwoma raperami i potwierdził, że Lil Peep chciał spotkać XXXTentacion, gdy był poza trasą koncertową. W transmisji na żywo zasugerował również, że członkowie GothBoiClique byli odpowiedzialni za śmierć Lil Peepa, twierdząc, że to oni dali mu fentanyl. Fish Narc odpowiedział na oskarżenia Twitterze: „Czuję, że ludzie myślą, że próbuję obrazić X. Ale naprawdę życzę mu odpoczynku. Protestuję przeciwko pośmiertnej współpracy między niezrzeszonymi artystami” i wyjaśnił, że nie chce atakować XXXTentacion i że jego komentarze były: „jak zinterpretowałem to, co Peep powiedział mi jako przyjacielowi”. Po wydaniu piosenki, Fish Narc i Lil Tracy wycofali swoje początkowe wypowiedzi, a Fish Narc stwierdził, że jego pierwotna postawa brzmiała „co on powiedział w gniewie”.
Podczas wywiadu z XXL Makonnen bronił swojej decyzji o dołączeniu XXXTentaciona, mówiąc: „Gdyby Lil Peep żył, a ja i Peep jesteśmy przyjaciółmi i myślę, że mogę mówić w imieniu Lil Peepa, ponieważ jest to nasz wspólny projekt, powiedziałbym, że byłby bardzo otwarta na rozmowę z kimkolwiek i na tworzenie wszelkich kreatywnych rzeczy”. Makonnen wspomniał o roli, jaką matki Lil Peep i XXXTentacion odegrały w koncepcji piosenki. Powiedział: „Zdecydowanie myślę, że to było życzenie matek. XXXTentacion właśnie został nam tragicznie odebrany, a Peep również zmarł. Myślę, że to coś, co obie matki mają ze sobą wspólnego. ostatecznie to są ich dzieci.” W sierpniu 2018 r. matka Lil Peepa, Liza Womack, odpowiedziała na obawy fanów na Instagramie, stwierdzając, że wydanie piosenki z dodatkiem XXXTentacion było „wyborem Makonnen”, a nie jej. Jednak później ustąpiła po rozmowie z matką XXXTentacion, Kleopatrą Bernard. Womack również dołączył do Bernarda w odbiorze platynowych plakietek za „Falling Down” w imieniu Lil Peep i XXXTentacion. Prawa do niewydanej muzyki Lil Peep są własnością Columbia Records. Miesiąc po wydaniu „Falling Down”, transkrypcje XXXTentacion rzekomo przyznającego się do niektórych swoich zarzutów zostały ujawnione opinii publicznej. Według biura prokuratora stanowego hrabstwa Miami-Dade, taśma została uznana za przyznanie się do winy zarówno przez prokuraturę, jak i obronę XXXTentacion. W wywiadzie dla The Fader, kiedy Makonnen został zapytany, czy jego postrzeganie „Falling Down” zmieniło się pod wpływem wiadomości, zaprzeczył mówiąc: „Nic o tym nie wiem”.